# Sarwar Sultana Begum
Sarwar Sultana Begum eller Ulya (Ulli) Hazrat, född 1875, död 1965 i Istanbul i Turkiet, var en afghansk kungagemål. 
Hon var dotter till Sherdal Khan av Shaghasi och blev en av Habibullah Khans 44 hustrur. Hon var mor till kung Amanullah Khan av Afghanistan. 
Hennes son Amanullah Khan besteg tronen 1919 och iscensatte ett radikalt moderniseringsprogram i Afghanistan, som också innefattade kvinnors frigörelse. Hans drottning Soraya Tarzi, mor och flera av hans systrar agerade förebilder för den nya kvinnorollen genom att lämna purdah, visa sig offentligt utan slöja och i västerländska kläder samt engagera sig i offentliga uppdrag. 
Hon nämns av Aurora Nilsson som en inflytelserik person i kungafamiljen. 